# Patsy Elsener
Patsy Elsener (n. 22 octombrie 1929, Oakland, California, SUA – d. 29 septembrie 2019) a fost o săritoare în apă ce a reprezentat Statele Unite ale Americii, medaliată olimpică. A participat la o ediție a Jocurilor Olimpice (1948) în care a câștigat o medalie de argint și o medalie de bronz.